# Еміліо Петторуті
Еміліо Петтору́ті (ісп. Emilio Pettoruti; нар. 1 жовтня 1892, Ла-Плата — пом. 16 жовтня 1971, Париж) — аргентинський живописець.

## Біографія
Народився 1 жовтня 1892 року в місті Ла-Платі (Аргентина). Походив із сім'ї італійців-іммігрантів. У 1913—1924 роках навчався в Європі (в основному в Італії, в Академії витончених мистецтв у Флоренції).
З 1927 року — професор, а у 1930—1947 роках — директор музею Вищої художньої школи при університеті в Ла-Платі.
Помер в Парижі 16 жовтня 1971 року.

## Творчість
Засновник кубізму в живописі Аргентини. Твори:
- «Арлекіни» (1928);
- «Зима в Парижі» (1960).